# 范仁恕
范仁恕（?—?），字超光。五代十國後蜀宰相。北宋宋真宗咸平年間任振武軍節度使之范雍為其後裔。終年八十七歲。
范仁恕原為河東節度判官盧質屬下，同州錄事參軍，及後不斷升遷。在廣政十四年（即公元951年）九月，本已為吏部尚書、御史中丞的范仁恕被增加職務為中書侍郎兼吏部尚書、同平章事。到廣政十五年（公元952年）三月已被委任為宰相及參拜青羊觀。
五代十國末期，後周末帝柴宗訓禪讓帝位給宋太祖趙匡胤，趙匡胤軍隊開始征伐後蜀，范仁恕及李昊曾勸後蜀後主孟昶投降，但孟昶不聽。
到趙匡胤一統天下建隆二年（即公元961年）五月，趙匡胤開始為前朝官員任命之時，范仁恕年時已高，他和毋昭裔一同退休，不久後去世。